# Château de Champlevrier
Le château de Champlevrier est un ancien castel féodal, flanqué de deux ailes, bâti dans une gorge, à 500 mètres au nord-est du bourg, sur les ruines d'une antique maison forte, dont il subsistait un corps de logis en 1792, d'après Gauthier. C'était autrefois le siège d'une seigneurie en toute justice, avec fief et arrière-fief. Ce château est au finage de Chiddes (Nièvre). Cette propriété privée ne se visite pas.

## Historique
Autrefois siège d'une seigneurie en toute justice, avec fief et arrière-fief. Les manants de sa dépendance étaient tenus en temps de guerre au guet et garde autour du château.
En 1479, la veuve de Othelin de Bourgoing affranchit un serf, François Coquillot. Cet acte est parvenu jusqu'à nous.
Pour faire foi et hommage de son fief à son suzerain, il devait se présenter à lui devant la porte du château de La Roche, avec titres en main, mettre un genou à terre et faire le serment d'allégeance, après quoi il était admis « au baiser sur la bouche ». En 1516, Charles de Bourgoing fait serment d'allégeance et, en 1596, son petit-fils Gabriel renouvelle ce serment, contraint par une sommation du bailli de La Roche.
Le 20 juin 1534, au dos d'un contrat de vente d'un pré en 1531 entre Les Gornillat, Mathias et Mathelie Dubiez, son épouse à Pierre Brulet, transport de ce contrat à Philibert Le Bourgoing, et quittance en conséquence en présence d'Antoine Lepère curé de La Roche-Millay.
En 1674, la comtesse douairière, Marie-Élisabeth Morin, saisit féodalement les revenus de Champlevrier pour devoir non fait. En 1677, elle fit remise moyennant « deux mille livres », de son droit de retenue et de quint à Pierre Bruneau de Vitry, chevalier d'honneur au Châtelet de Paris, acquéreur de cette terre et des autres seigneuries citées plus haut, puis ses descendants, et par mariage à la Maison Thiroux de Saint-Félix, originaire d'Autun.
En 1737, il est fait mention de Maître Blaise Geoffroy, notaire royal et procureur de La Rochemilay (château de Champlevrier le 31 mars 1737).
Le 22 août 1766, le parlement de Paris rend un arrêt sur appel de Saint-Pierre-le-Moûtier pour Denis Robert Bruneau de Vitry contre Bernard Brossard, curé de Chiddes, touchant à la liberté du cours d'eau au sortir de l'étang de Champlevrier.
Noble Pierre Étienne de Vitry, son petit-fils, épousa Gabrielle de Reugny, dame du Tremblay et de Poussery. Il fit hommage de ce dernier fief à Château-Chinon en 1773 et laissa ensuite ses domaines à ses cinq enfants. Marie-Philippine, sa fille aînée, porta Champlevrier et ses dépendances à Annibal-Denis-Philibert Thiroux de Saint-Félix. En 1781, le procureur fiscal de la seigneurie de Champlevrier et autres lieux dépose une requête.
Le 9 novembre 1783, Pierre Étienne Bruneau de Vitry signe un traité sous seing privé avec Jean-Abram Place, feudiste demeurant au château de Vandenesse, pour la rénovation du terrier de Champlevrier, pour une somme de 7 000 livres, indépendamment des vacations et remboursements de frais. Le 4 novembre 1787, le sieur Place a dressé l'inventaire et rend les titres à Bruneau de Vitry qui lui donne un reçu. Il aura fallu quatre années pour réaliser le nouveau livre terrier du fief de Champlevrier
Pendant le Seconde Guerre mondiale, le maquis Louis, dirigé par Paul Sarrette, y installa un hôpital clandestin.

## Architecture

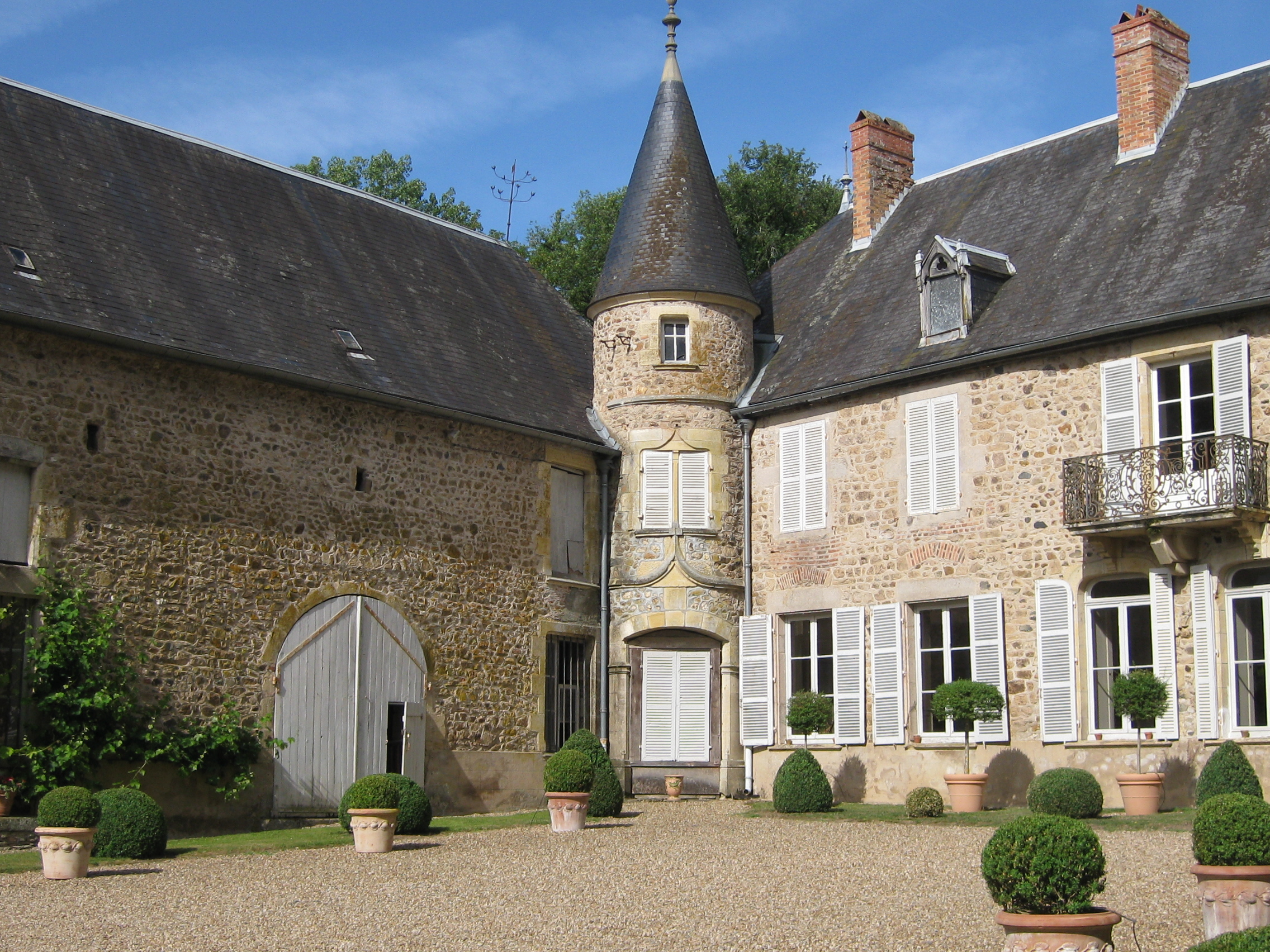
L'aile droite de la façade du château.

Dans un parc arboré et fleuri, se dresse une bâtisse qui comprend un corps de bâtiment principal avec deux fines tours d'angles et deux ailes en retour. On y trouve deux types d'escaliers : l'un demi-hors-œuvre et l'autre tournant des XVIIe et XVIIIe siècles. 
L'édifice comprend un rez-de-chaussée, un premier étage et un étage de combles. La toiture est principalement en ardoises, sur une charpente du XIXe siècle, avec lucarne trilobée gothique de l'époque de Viollet-le-Duc.
Élévation à travées avec un étage et des combles. Construit en granit et moellons, des éléments moulurés d'époque gothique subsistent en réemploi. Des transformations importantes furent réalisées aux XVIIIe et XIXe siècles avec l'ajout des deux tours et un crépi en ciment de Vassy à joints creux, teinté rose à la mode au XIXe siècle et donnant l'impression d'un enduit à la chaux.
L'aile gauche est constituée d'un ancien corps de ferme. Elle possède des fenêtres à chanfrein dans le style de l'art flamboyant, mais ne sont pas forcément du XVe siècle. Grande salle, remise, ancienne grange.
L'aile droite possède un escalier du XVIIe siècle et des pierres moulurées d'époque gothique en réutilisation
Sur la façade du corps principal du logis supporte un balcon reposant sur deux consoles confondues avec les clefs de voûte des fenêtres. À droite en entrant se trouve le bureau avec une cheminée.
Dans la partie gauche du bâtiment, se trouve une enfilade de salons du XVIIIe siècle, au plinthes du XIXe siècle le dernier servant de salle à manger, ornée d'une niche avec vasque. Les lambris sont du XXe siècle, les moulures égyptiennes datent de l'époque Napoléon III.
Le couloir de l'entrée principal, qui s'enfonce dans la largeur de l'édifice, possède un décor au pochoir copié sur ceux du château de la Montagne, et aujourd'hui recouvert d'enduit peint. À son extrémité, ce couloir en rejoint un autre qui dessert le bâtiment sur toute la longueur donnant accès sur un autre corps sans étage, et dont le toit fait une terrasse, qui fut rajouté au XIXe siècle. Cette partie renferme les commodités, cuisines et salle d'eau. Les volets à lamelles, sont également d'époque Napoléon III, les portes à panneaux sont du XVIIe siècle. Des carreaux recouvrent le sol en ciment décoré et teinté.

## Liste des seigneurs

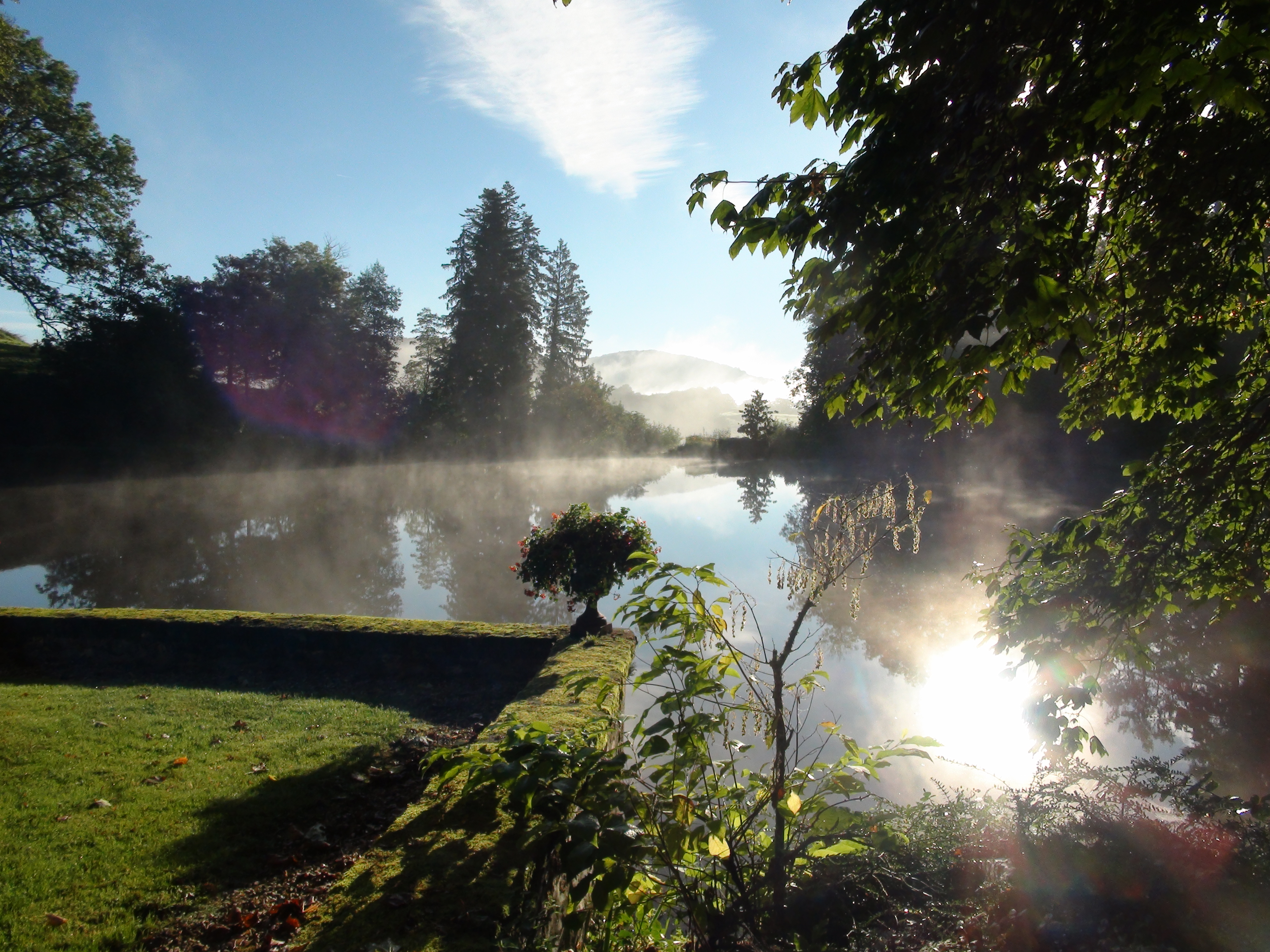
L'étang du château.

- vers 1330 : Guillaume II Le Bourgoing, écuyer, seigneur de Champlevrier, fils de Guillaume I et frère de Jehan Le Bourgoing fondateur de la branche du Vernay. Il épouse en 1355 Isabeaude Retoulles qui lui donna deux enfants ;
- 1389 : Jehan Le Bourgoing, écuyer, seigneur de Folin, de Champlevrier et du Faux, il eut de Marguerite de Rodon, son épouse, quatre enfants ;
- 1409 : Pierre Le Bourgoing, écuyer, seigneur de Folin et de Champlevrier, il partagea les biens paternels avec ses frères à cette date. Acte de partage qui nous fait connaitre le nom de son épouse, Guillemette de Saulce, qui lui donna six enfants ;
- vers 1430 : Guyot le Bourgoing, écuyer, seigneur de Champlevrier et de Montbenoist. Il était, en 1441, maître d'hôtel du comte de Nevers. En 1488, il rendit hommage au comte pour son fief de Montbenoist et, l'année suivante, se démet de sa charge de capitaine de la ville et tour de Cercy en faveur de son neveu, Claude Le Bourgoing ;
- vers 1460 : Philibert Le Bourgoing, écuyer, seigneur de Folin, Champlevrier, du Colombier, de Sceux et du Plessis, échanson de l'Hôtel de Charles de Bourgogne, comte de Nevers, grand gruyer de l'Auxerrois et de la Bourgogne, premier écuyer du comte d'Étampes, capitaine et gouverneur de la ville de Luzy, marié par contrat passé devant Pierre Moreau, notaire à Nevers, le 4 février 1440, avec Jeanne Le Tort, qui lui donna six enfants. Il meurt avant 1477 ;
- vers 1470 : Othelin de Bourgoing ;
- vers 1480 : Jehan Le Bourgoing, écuyer, seigneur de Folin et de Champlevrier, écuyer tranchant du comte de Nevers (Marolles), il épouse par contrat, le 11 novembre 1485, passé devant Guillaume Courton et Jean Bougar, notaires à Moulins-Engilbert, noble dame Madeleine du Pontot l'année suivante, il était alors capitaine de Decize et eut six enfants ;
- 1516 : Charles Le Bourgoing, fils de Jehan (prieur des Branches) ;
- 1526 : Philibert Le Bourgoing, fils de Jehan, écuyer, seigneur de Folin, champlevrier, Chizy-le-Gros, épousa par contrat du 14 mars 1526, Jeanne Le Bourgoing, sa cousine ;
- 1596 : Gabriel Le Bourgoing (petit-fils de Charles), écuyer, seigneur de Folin (ou Faulin), Montjolmain,  Champlevrier, Lichères, Lucy-sur-Yonne, de Champ-Robert, de Saint-Jean-des-Curtils, de Mirloup, de Montchalon, Grifigny et de Ponceaux, épouse par contrat, le 4 avril 1558, Louise d'Efguilly. En 1585, il fait aveu et dénombrement de la seigneurie de Folin au comte de Nevers. Ce dénombrement était scellé de sceau qui portait trois tourteaux. Il laissa deux enfants ;
- 1606 : François Le Bourgoing, fils de Gabriel. Écuyer, seigneur de Folin, Champlevrier, Biffy, Lichères, Coulanges-sur-Yonne, Charantonay et du Rouchet. Il fut guidon d'une compagnie de cinquante hommes d'armes des ordonnances du roi. Il épousa par contrat, le 27 octobre 1606 passé devant Guillaume Broffard, notaire au comté de Tonnerre, Avouée de Chenu dont il eut  deux enfants ;
- vers 1626 : Jean Le Bourgoing, écuyer, seigneur de Folin, Champlevrier, Coulanges-sur-Yonne, Lichères, Charantonay, et de la Grange-Folle. Il épouse par contrat du 2 février 1626, passé devant Nicolas Le Noir, Nicolas Le Bruchet, notaires au Châtelet de Paris, Jeanne de Montmorency (elle fut fille d'honneur de Catherine de Médicis et d'Anne d'Autriche) et ils eurent deux fils ;
- vers 1670 : Charles Le Bourgoing, chevalier, marquis de Folin (ainsi qualifié dans la généalogie de la famille Duprat, aucune trace de l'érection de cette terre en marquisat), qui épousa Marguerite Françoise Amelot dont il eut deux filles. Il n'est pas fait mention qu'il posséda Champlevrier[13] ;
- 1677 : Pierre Bruneau de Vitry[14], marié en 1738 avec Marguerite de Jarsaillon, chevalier  d'honneur du Châtelet de Paris, seigneur de champlevrier et autres lieux, baron de Vitry le 6 mars 1714. En 1728, c'est sa veuve qui est dame de Vitry ;
- 1704 : Denis Robert Bruneau de Vitry, baron de Vitry (1737), écuyer, chevalier d'honneur au parlement de Paris, lieutenant des dragons au régiment de Bauffremont, seigneur de Champlevrier, et autres lieux. Marié en 1737 avec une femme du Bourbonnais, Louise Hugon de Pouzy. Père de Pierre Étienne qui suit ;
- vers 1760 : Pierre Étienne Bruneau de Vitry, son fils, et son épouse Gabrielle de Reugny, mousquetaire, chevalier, seigneur de Fourchaud, Rochefort et Champlevrier à Chiddes, et autres lieux, marquis de Vitry-sur-Loire en 1773. En 1779, il achète le Domaine de Chigy, près Luzy à la famille du Crest, mais ne put jouir de ce domaine du fait de la Révolution dix ans plus tard, époque où il vota au bailliage d'Autun et se fit représenter à l'élection des députés de la noblesse en l'église de Montigny-sur-Canne ;
- vers 1750 : Marie-Philippine Bruneau de Vitry, fille aînée de Pierre Étienne. Elle épousa Annibal-Denis-Philibert Thiroux de Saint-Félix (mort au château)[15] ;
- vers 1785 : Philippe Thiroux de Sain-Félix, leur fils, épousa Charlotte de Saulieu de La Chaumonerie ;
- vers 1855 : Raoul Thiroux de Saint-Félix, fils des précédents ;
- 1891 : Gabrielle de Ruffi de Pontévès Gévaudan (morte en 1920) épouse Wladimir de La Fite, comte de Pelleport (1856-1914), engagé volontaire en 1914, soldat de 1re classe, médaille militaire posthume, croix de guerre avec palme. Père de Pierre de La Fite-Pelleport (né en 1888) et de Marie Marguerite Gabrielle Josèphe Louise de La Fite-Pelleport (née en 1890).

## Armoiries

Blason de la famille Bourgoing.

- de Gabriel Le Bourgoing : « D'argent à trois tourteaux de gueules »[16] ;
- d'Étienne Bruneau de Vitry : « D'azur à la fasce d'argent, chargée de trois merlettes de sable et accompagnées de trois étoiles du second émail ».

## Justice
Fief en toute justice : la justice de Villette s'accense et s'exerce avec la justice de Champlevrier. Les justices de Champlevrier, Champrobert, Villette-les-Forges, Frémouzet, et Saint-Jean-des-Courtils se lèvent et s'exercent ensemble.
En 1779, Pierre Étienne Bruneau de Vitry ajourne la délimitation de la justice tant celle-ci est entremêlée avec celle de La Roche-Millay.

## Terriers, propriétés et redevances
- Terriers en 1706,
- Prè de l'Écluse, acquisition de la cinquième partie par le baron de Vitry à Jean Repoux et Jeanne Laudet, son épouse[19].
- Bordelages[20],
  - Bordelages dus à Montjolmain, paroisse de Charbonnat et de Flayctys[21] :
  - Bordelages et tailles dus à Champlevrier et à Assiart[22],
  - Le 14 février 1786, à la requête de René Geoffroy, procureur fiscal de la seigneurie de Champlevrier et autres lieux, prise de possession des biens de Couloise échus au seigneur desdits lieux par réversion bordelière à la mort de Jean-Marie Sallonnier de Montbaron, seigneur de La Montagne, mort à son château le 31 juillet 1781. Envoi en possession desdits biens par le ministère de Guérin, notaire royal à Luzy, le 28 avril 1787[23],
  - Bail à bordelage, le 20 mars 1788 par Pierre Étienne Bruneau à Lazarre Collin, meunier au Moulin de Montjouan, paroisse de Saint-Gengoult avec interdiction d'établir moulin, foulon, ni huilerie sur les héritages baillés, ni déranger le cours des eaux[24].
- Lièves[25] :
  - Liève des droits dus à Gabriel Le Bourgoing, seigneur de Champlevier, Faulin et Montjolmain, accensés à André Repoux et Antoine Laudet[26],
  - Chiddes[27].

### Sources
- Inventaire sommaire de la série 1F fonds Bruneau de Vitry, érigé par Paul Destray archiviste départemental, Nevers, Archives départementales de la Nièvre, impr. Fortin, 1927.